# Grille (Schiff, 1858)
Die Grille war ein als Aviso bezeichnetes Schiff der preußischen Marine, die nach der Revolution 1848/1849 von dem preußischen Prinzen Adalbert aufgebaut wurde. Das Schiff diente später in der Marine des Norddeutschen Bundes sowie in der Kaiserlichen Marine. Die Grille war eine Königliche Yacht, die dem König und dem Kronprinzen von Preußen in Friedenszeiten für Privatzwecke zur Verfügung stand. Sie war ein Segelschiff, hatte aber auch eine kleine Dampfmaschine. Da deutsche Werften im Kriegsschiffbau wenig Erfahrung hatten, wurde die Grille auf der französischen Werft Chantier Augustin Normand in Le Havre aufgelegt. 1857 lief das Schiff vom Stapel, 1858 wurde es in Dienst gestellt.

## Konstruktion
Das Schiff war 57 Meter lang, als Drei-Mast-Schoner getakelt, und hatte eine einfache englische Dampfmaschine, die ihm eine Höchstgeschwindigkeit von 13 Knoten verlieh.
Die Spanten waren aus Eichen-, die äußere Bekleidung aus Mahagoniholz. Die Erstbewaffnung bestand aus zwei gezogenen 12-pfündigen Geschützen, wovon eins hinter dem Besanmast und das andere zwischen dem Groß- und Fockmast aufgestellt war. Sie waren gewöhnlich nicht zu sehen, da sie so aufgestellt waren, dass sie nicht über das Schanzkleid hinausragten. Für ein Gefecht musste das Schanzkleid erst herausgenommen werden.

## Einsätze
Im Deutsch-Dänischen Krieg war die Grille 1864 das Flaggschiff des Prinzen Adalbert und der III. Flottillen-Division. Mit dieser nahm der Aviso am 3. Juli nahe Hiddensee an einem Gefecht mit dänischen Schiffen sowie in der Folge an weiteren Gefechten teil.
Mit dem Ausbruch des Deutsch-Französischen Krieges trat die Grille als Flaggschiff zur neu aufgestellten Flottillen-Division unter Korvettenkapitän Franz von Waldersee, zu der außerdem das Flaggschiff Grille sowie das Kanonenboot II. Klasse Salamander und das Kanonenboot I. Klasse Blitz, ein Schwesterschiff der Drache, gehörten. Am 17. August 1870 nahm die Division am Seegefecht vor Hiddensee teil. Die Division wurde jedoch bereits am 10. September wieder aufgelöst.
Später wurde sie mehrfach umgebaut und modernisiert. Sie diente ab 1892 als Schulschiff und wurde zeitweise als Admiralitätsyacht eingesetzt. 1915 war sie als Tender des Schulschiffs Freya eingesetzt.
Sie wurde 1920 in Hamburg abgewrackt. Damit hielt die Grille lange Zeit den Rekord für die längste Dienstzeit eines Kriegsschiffs einer deutschen Marine, sie wurde  inzwischen von der Gorch Fock abgelöst, die seit 1958 in Dienst ist.

## Kommandanten (Auswahl)
3. Juni 1858 bis 22. Oktober 1858
- Korvettenkapitän Arthur von Bothwell

Anfang Mai 1859 bis Juni 1859
- Leutnant zur See I. Klasse Heinrich Köhler

1. August 1859 bis Oktober 1859
- Leutnant zur See I. Klasse/Korvettenkapitän Ludwig von Henk

Juni 1860 bis 25. Oktober 1860
- Korvettenkapitän Hans Kuhn: von Juni 1860 bis August 1860
- Leutnant zur See I. Klasse Hermann Robert Przewisinski: von August 1860 bis Oktober 1860

Juni 1863 bis 1863
- Leutnant zur See I. Klasse Franz Kinderlein: von Juni 1863 bis 1863

## Ansichten derGrille

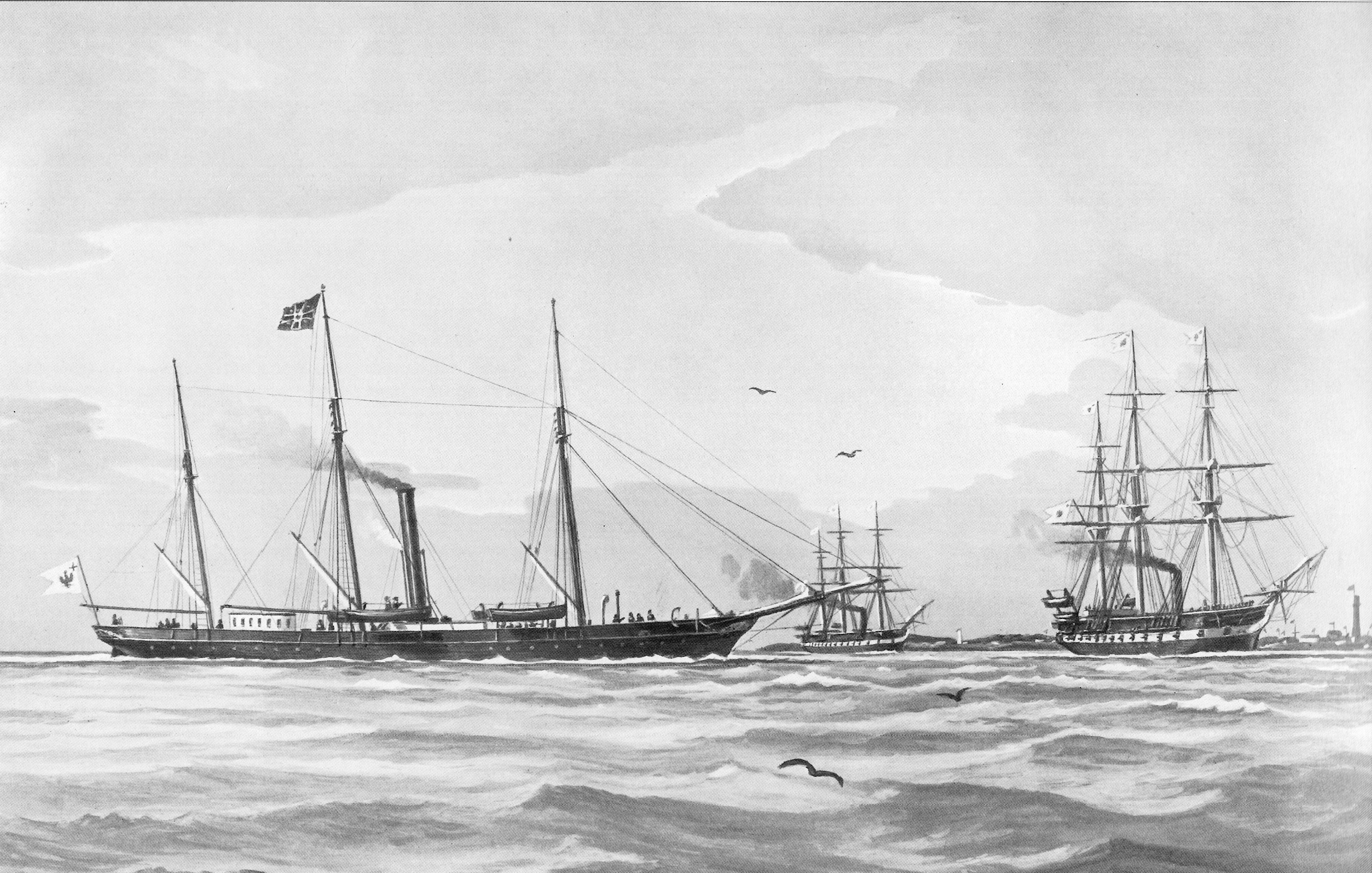
Die Yacht Grille und die Korvetten Arcona und Gazelle der preußischen Marine. Gemälde von Lüder Arenhold, 1905.
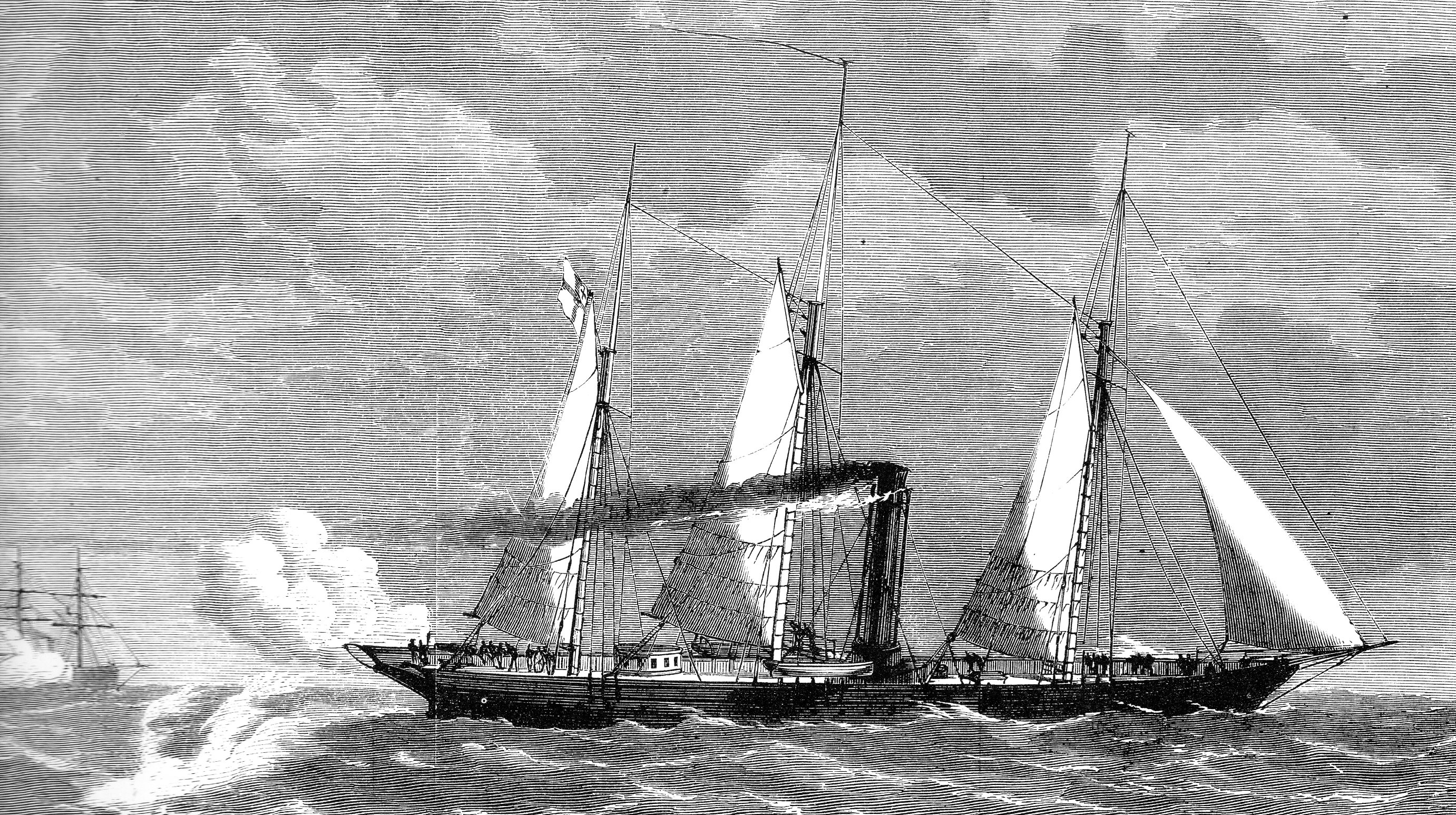
Seegefecht vor Hiddensee am 17. August 1870. Im Vordergrund die Grille.
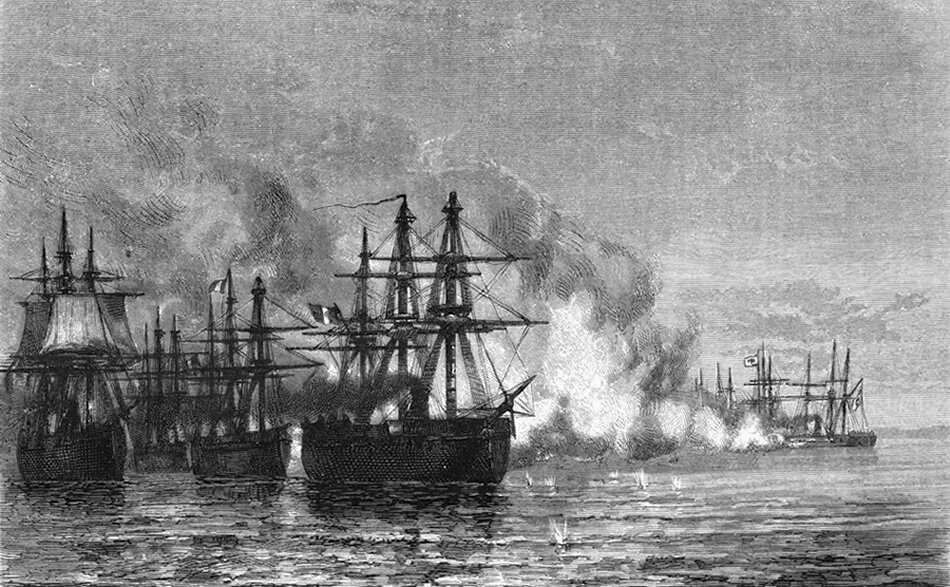
Schiffe der preußischen Marine während des Seegefechts vor Hiddensee.